# Diss
Diss, também conhecida nos Estados Unidos como diss track (diss – abreviação dos termos em inglês: disrespect ou disparage; diss track pode ser literalmente traduzida por canção de desrespeito ou canção de menosprezo) é uma canção criada com o principal propósito de expor e insultar alguém, geralmente outro artista. Diss tracks são, frequentemente, o resultado de uma rixa ou rivalidade entre duas ou mais pessoas; por exemplo, os artistas envolvidos podem ser de gravadoras rivais ou antigos membros de um grupo em comum.
Seu uso é frequente no hip hop, impulsionado principalmente pela rivalidade entre a Costa Oeste e a Costa Leste nos Estados Unidos na década de 1990. Durante a construção de uma diss track, artistas comumente incluem referências a eventos passados para possibilitar ao ouvinte a imersão no assunto, e artistas que são alvos de diss tracks tendem a elaborar faixas próprias em resposta. Esta situação associada às rivalidades entre artistas torna este tipo de música particularmente viral.

## História

### Origem e exemplos
Apesar de o termo "diss track" ter sido originado no hip hop, existem vários exemplos na história da música de canções escritas para atacar indivíduos específicos. Algumas foram, inclusive, retroativamente descritas como diss tracks.
Um exemplo em particular foi o álbum de spoken word I Am the Greatest do boxeador Cassius Clay, lançado seis meses antes de primeiro título no Campeonato Mundial de Pesos Pesados contra Sonny Liston, sua conversão ao islamismo e a mudança do seu nome para Muhammad Ali. O álbum ajudou a estabelecer a reputação de Ali como provocador, uma vez que havia diversas afrontas a Liston (como demonstrado na quinta faixa, "Round 5: Will The Real Sonny Liston Please Fall Down") e contra quaisquer futuros adversários. I Am the Greatest é considerado um dos precursores do hip hop.
O músico de reggae Lee "Scratch" Perry é conhecido por compor canções para ofender colaboradores musicais. Um exemplo proeminente é a faixa "Run for Cover", de 1967, direcionada ao produtor Coxsone Dodd. Outro exemplo seria a faixa "People Funny Boy", lançada em 1968 e tendo o produtor Joe Gibbs como alvo; Gibbs responderia no mesmo ano, com a composição "People Grudgeful".
John Lennon compôs "Sexy Sadie", uma canção lançada pelos Beatles no álbum de 1968 The Beatles, como uma diss track para Maharishi Mahesh Yogi, um guru que se autointitulava mestre espiritual da banda. A letra original falava especificamente de Yogi, mas a pedido de George Harrison foi alterada para tornar-se algo mais ambíguo. Lennon continuaria escrevendo diss tracks após a separação dos Beatles; uma das mais agressivas seria "How Do You Sleep?", do seu álbum solo de 1971 Imagine. Lennon acreditava que a canção "Too Many People", de Paul McCartney, era sobre ele, algo que McCartney admitiria anos depois, e que outras canções do álbum, como "3 Legs", continham ataques semelhantes. Como resultado, Lennon escreveu "How Do You Sleep?" para ironizar a musicalidade de McCartney. Enquanto McCartney nunca é citado na canção, as muitas referências na letra deixam claro que ele é o alvo, principalmente no trecho "The only thing you done was yesterday/And since you've gone you're just another day", referenciando duas composições de McCartney, "Yesterday", lançada em 1965 pelos Beatles, e "Another Day", lançada em 1971 por Paul McCartney.
A faixa "Death on Two Legs (Dedicated to...)", do álbum A Night at the Opera da banda Queen, é um exemplo de canção de hard rock considerada uma diss track. A música ataca um antigo empresário da banda. The Sex Pistols é outro grupo que gravou várias diss tracks, incluindo "New York", que ataca a banda New York Dolls, e "E.M.I.", que mira a gravadora EMI.
A canção "Liar", da banda de thrash metal Megadeth, foi descrita como uma diss track contra o antigo guitarrista, Chris Poland, que Dave Mustaine acusava de roubar guitarras e vendê-las para comprar heroína.
Nos países da América espanhola, o termo tiraera é geralmente usado para referir-se a uma diss, sendo majoritariamente utilizado nos contextos do reggaeton e do trap.

## Diss no Brasil
Na década de 1930, os sambistas fluminenses Wilson Batista e Noel Rosa trocaram uma série de provocações em letras de samba. Batista havia composto a canção "Lenço no Pescoço", uma exaltação à malandragem. Noel responderia com o samba "Rapaz Folgado", uma crítica àquele estilo de vida. Como resultado, Wilson Batista escreveu "O Mocinho da Vila", "Conversa Fiada", "Frankenstein" e "Terra de Cego", todas direcionadas a Noel Rosa, que concebeu "Feitiço da Vila" e "Palpite Infeliz" como devolutiva.
No ano de 1993, o grupo Câmbio Negro escreveu uma diss track direcionada ao rapper GOG, a qual nunca foi respondida. Na década de 2000, o rap brasileiro foi impulsionado por este tipo de música, destacando-se os embates entre MC Marechal x C4bal e, alguns anos depois, Nocivo Shomon x Emicida. Contudo, em 2016, a cena hip-hop foi abalada pela música "Sulicídio", composta por Diomedes Chinaski e Baco Exu do Blues, que critica a concentração das produções do hip-hop no eixo Rio-São Paulo, bem como a elitização do estilo musical.

## Lista de disses
Exemplos incluem "The Bridge is Over" de KRS-One, "Long Kiss Goodnight" e "Who Shot Ya?" de The Notorious B.I.G. "Hit 'Em Up" de Tupac Shakur, "No Vaseline" de Ice Cube, "King of the Hill" de Westside Connection, "2nd Round Knockout" de Canibus, "Dollaz & Sense" de DJ Quik "Ether" de Nas, "The Warning" e "Quitter" de Eminem, "Takeover" de Jay Z, "Fuck wit Dre Day (And Everybody's Celebratin')" de Dr. Dre, "Real Muthaphuckkin G's" de Eazy-E, "Back Down" de 50 Cent e "99 Problems (Lil Flip Ain't One)" de T.I..